# مديرية خنفر

تعديل مصدري - تعديل

مديرية خنفر أكبر مديريات محافظة أبين في اليمن سكاناً. بلغ عدد سكانها 109044 نسمة عام 2004. مركزها مدينة جعار.

موقع مديرية خنفر في محافظة أبين

## التقسيم الإداري

### أحياء مدينة جعار
| - حي سعيد علي حيدره - حي محمد ثابت - حي قائد صائل - حي قاسم عبد الله - حي بدر | - حي التعويضات - حي المثلث - حي المحراق - حي ناجي - حي يسلم صالح | - حي صالح جميع - حي عبد الله محسن - حي 7 أكتوبر - حي باتيس - حي المخزن |

### العزل
تقسم المديرية إدارياً إلى عزلة واحدة وهي عزلة جعار.